# Antonio Máro
Antonio Máro (* 1928 in Catacaos, Piura, Nord-Peru) ist ein in Belgien lebender peruanischer Künstler und ehemaliger Mediziner.

## Leben

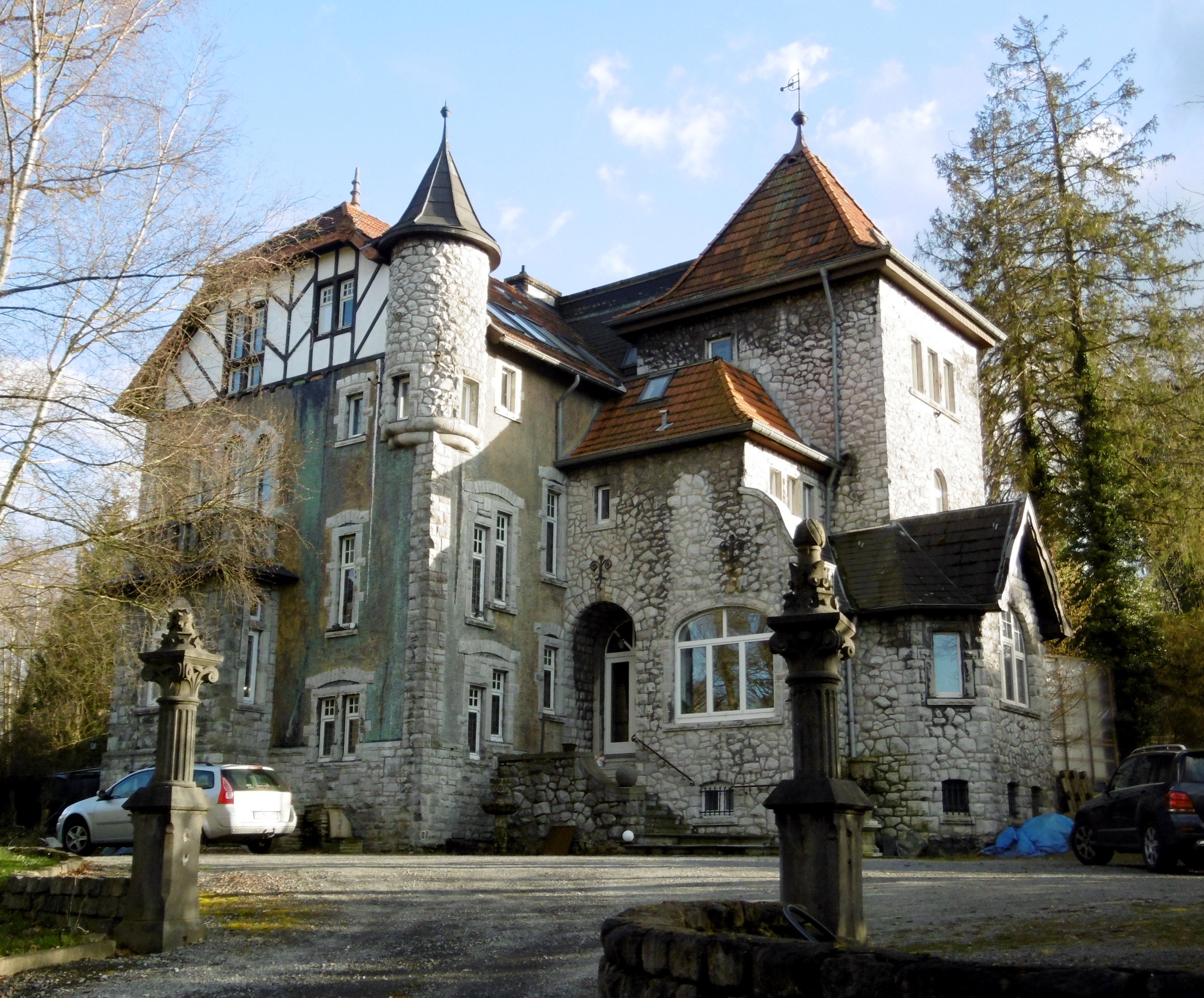
Wohnhaus, Atelier und Sitz der Rafael Ramírez Akademie in Hauset

Der als Apolo Ramírez Zapata geborene Künstler begann bereits als Kind zu malen. Sein erster Lehrer war Ricardo Grau (1907–1970), ein gebürtiger Belgier, der seinerzeit als Direktor an die Kunstakademie von Lima berufen worden war. Dennoch entschloss sich Ramírez, zunächst ein Medizinstudium aufzunehmen, welches er ab 1950 in Deutschland absolvierte und nach dessen Abschluss er noch die Facharztqualifikation zum Gynäkologen erwarb.
In seiner Freizeit beschäftigte sich Máro weiterhin mit der Malerei und absolvierte daraufhin ein zusätzliches Studium bei Willi Baumeister an der Staatlichen Akademie der Bildenden Künste Stuttgart. Ende der 1960er-Jahre gab er endgültig den Arztberuf auf, um sich fortan unter dem Künstlernamen Antonio Máro ausschließlich mit Kunst zu beschäftigen. Er war eng befreundet mit César Manrique.
Mehrfach wurde Máro mit diversen Preisen ausgezeichnet, darunter:
- 1983 mit dem  Kulturförderpreis der Stadt Aachen,
- 1984 mit dem Preis der Regierung des Fürstentums Monaco,
- 1986 mit dem Kulturpreis des „Foire d‘Art Internacional d’Aquitaine“
- 1986 mit der „Medaille d’Argent“
- 1986 mit dem Kulturpreis der Stadt Bordeaux
- 1994 mit dem „Kulturpreis der Stadt Rom“
- 2007 mit dem Kaiser-Lothar-Preis
- mit den Orden El Sol del Perú, das höchste Abzeichen des Landes[1]

Darüber hinaus wurde Máro 1988 als Mitglied in die Europäische Akademie der Wissenschaften und Künste und ein Jahr später als Fellow in die World Academy of Arts and Sciences aufgenommen.
Máro bewohnt seit 1979 die ehemalige Villa Bohlen am Ufer der Göhl im belgischen Hauset, in dem während des Zweiten Weltkriegs der General Dwight D. Eisenhower sein Quartier eingerichtet hatte. Er war verheiratet mit der 2007 verstorbenen Ehefrau Susanne Quellmalz, die ihm vier Kinder gebar. Sein Sohn Rafael Ramírez wurde ebenfalls ein bekannter Maler und gründete 2011 in ihrem Hauseter Domizil die Rafael-Ramírez-Akademie. Vater und Sohn sind darüber hinaus begeisterte Musiker, Antonio als Klavierbegleiter und Rafael als Geiger. Bisweilen treten sie auch öffentlich als Duo auf, wobei von der Klassik bis zum Jazz alles geboten wird. Rafaels jüngerer Bruder Alexander-Sergei Ramírez (* 1962) ist Professor für Gitarre an der Robert Schumann Hochschule Düsseldorf und sein jüngster Bruder Benjamin Ramirez ist Violinist und lehrt an der Hochschule für Musik und Tanz Köln, er ist verheiratet mit der Geigerin Ute Hasenauer.

## Werke
Die geistigen Wurzeln von Máros Werken liegen in der präkolumbianischen Kunst und Kultur seiner Heimat Peru. Dabei versteht er es meisterlich, in seinen Werken seine heimatliche Kultur mit der Kultur Europas zu verknüpfen. Neben der Malerei widmet er sich darüber hinaus der Anfertigung von Radierungen und Lithografien sowie von Skulpturen aus Holz, Edelstahl, Bronze, Keramik und Glas.
Als einer seiner ersten Höhepunkte schuf Máro zusammen mit seinem Sohn Rafael-Ramírez im Jahr 1978 in Meinerzhagen das Bild „Inti huatana“ („Rastplatz der Sonne“), das mit einem Format von 6 mal 20 m eines der größten Ölgemälde des 20. Jahrhunderts ist. Es folgte ein Jahr später der Auftrag für vier großformatige Ölbilder (2 × 3 m) für das Foyer der Stadthalle in Hilden. Seinen endgültigen Durchbruch erreichte er anschließend in den 1980er-Jahren mit einem eigenen Pavillon auf der Biennale von São Paulo und der Biennale di Venezia. Weitere Einladungen zu bedeutenden nationalen und internationalen Einzel- und Gruppenausstellungen an renommierten Galerien und Museen folgten, unter anderem in Wien (1996), Peking und Jakarta (1998), New York und Washington D.C. (1990, 1996 und 1999), Luxemburg (2001), sowie mehrfach in lateinamerikanischen Staaten.
Zwischen 2015 und 2017 erhielt Máro mit fast 90 Jahren noch den Großauftrag, für jedes Zimmer und jede Etage des Hamburger Hotels The Fontenay ein Bild zu malen, insgesamt somit mehrere hundert Einzelwerke.